# Symbole yen
¥
Le symbole yen (¥) est un symbole monétaire représentant le yen japonais ou le yuan chinois.
Unicode définit ce signe sous le code U+00A5 YEN SIGN. Au Japon, pour des raisons historiques, le ¥ est également défini au sein de la plage ASCII à la place du symbole 
∖,
ce qui pose parfois problème quand on utilise une police de caractères spécifiquement japonaise, en particulier pour l'usage de commandes dans un terminal virtuel qui font un usage fréquent du caractère ∖. 
Il s'agit d'un symbole latinisé, la lettre Y avec deux barres (mais qui peut n'en prendre qu'une dans certaines polices de caractères[réf. souhaitée]).
Tout comme le symbole du dollar ne permet pas de distinguer les monnaies qui portent le même nom, le symbole ¥ ne permet pas de distinguer la monnaie chinoise (CNY) de la monnaie japonaise (JPY). Si nécessaire, le symbole peut donc être complété par le code pays : CN¥ ou JP¥.